# جوك هاتشيسون
جوك هاتشيسون (بالإنجليزية: Jock Hutchison)‏ هو لاعب غولف أمريكي، ولد في 6 يونيو 1884 في سنت أندروز في المملكة المتحدة، وتوفي في 27 سبتمبر 1977 في إيفانستون في الولايات المتحدة.

## وصلات خارجية
- جوك هاتشيسون على موقع إن إن دي بي (الإنجليزية)